# Il trenino/La musichetta
Il trenino/La musichetta  è un singolo dell'attore e cantante Christian De Sica, pubblicato nel 1978.
Il brano era la sigla della serie televisiva per bambini Il trenino. Il brano è stato scritto da Franco Migliacci, su musica di Roberto Zanelli, erroneamente accreditato sul disco come Roberto Zaneli, e Gino Peguri, il quale pur essendo ufficialmente accreditato come autore della musica, secondo Zanelli ha avuto una partecipazione marginale alla realizzazione del brano. L'arrangiamento è ad opera di Italo Greco. "La musichetta" era il lato b del singolo, scritto dagli stessi autori, non inerente alla trasmissione.

## Tracce
Lato A
- Il trenino - (Franco Migliacci-Roberto Zaneli-Luigi Peguri)

Lato B
- La musichetta - (Franco Migliacci-Roberto Zaneli-Luigi Peguri)

## Edizioni
- Il trenino è stato inserito all'interno dell'LP "Disco baby" e in numerose raccolte.